# Куманичево (Грчка)
Куманичево (грч. Λιθιά, до 1928. грч. Κομανίτσοβο) је насељено место у општини Костур у периферији Западна Македонија, Грчка. Према попису из 2021. године било је 263 становника.
Према бугарском географу и историчару, Василу Канчову, у Куманичеву је 1900. године живело 1.020 Словена хришћана и 150 Турака. Након 1924. турско становништво је принудно исељено у Турску а на њихово место је насељено 20 грчких избегличких породица из Турске, укупно 59 особа. Током грађанског рата село је доста страдало, због чега се иселило 10 словенских породица и око 50 појединаца у Југославију и неке источноевропске земље.